# Hej, ha nyílik a tárna
A Hej, ha nyílik a tárna kezdetű bányászdal dallamát 1935-ben írta Matvej Iszákovics Blantyer(ru). A Песня о Щорсе (Dal Scsorszról) című, Шел отряд по берегу kezdetű szöveg Mihail Szemjonovics Golodnij(ru) költeménye.

## Kotta és dallam
| Hej, ha nyílik a tárna, hívogatva ásít felénk! Mintha bennünket várna, a szén, a fekete szén. Fel, mert üt már az óra, kapd el jól a csákánynyelet! És az üdvözlő szóra: „Jó szerencsét! a felelet.” „Jó szerencsét!” – hej, ez a felelet. | Zúgó fúró nyomában, lendül már a férfierő, Vágd a szikla falába, hej, hullik-zuhog a kö! Csillénk színültig töltve, öleli a drága szenet. Búcsúzóul köszöntve: „Jó szerencsét! a felelet.” „Jó szerencsét!” – hej, ez a felelet. | Fenn már járnak a gépek. és nyomukban ömlik a fény. És az otthon feléled, ha itt a fekete szén. S míg a néptől cserébe, jön a forró, bő szeretet. Újra szállunk a mélybe: „Jó szerencsét! a felelet.” „Jó szerencsét!” – hej, ez a felelet. |

## Felvételek
- Matvej Iszákovics Blantyer(ru)–Mihail Szemjonovics Golodnij(ru):  Bányászdal: Nyílik a tárna. Feleki Rezső  YouTube (2014. november 10.)  (Hozzáférés: 2017. április 14.) (videó, magyar szöveg)
- Matvej Iszákovics Blantyer(ru)–Mihail Szemjonovics Golodnij(ru):  Песня о Щорсе (Шел отряд по берегу...). YouTube (2011. november 20.)  (Hozzáférés: 2017. április 14.) (videó, orosz szöveg)